# Шила Говда
Шила Говда (канн. ಶೀಲಾ ಗೌಡ, родилась 1957 в Бхадравати, Индия) — современный художник, в настоящее время живет в Бангалоре.

## Образование
Говда изучала живопись в [[:en:Kent_Institute_of_Art_%26_Design Ken School of Art], (Бангалор, Индия, 1979), прошла курс постдипломного обучения в Visva-Bharati University] (Шантиникетан, Индия, 1982), получила степень магистра живописи в Royal College of Art (Лондон, 1986).

## Творчество
Шила Говда начинала работать как живописец. По мере расширения своей художественной практики, Говда включила в свою и работу скульптуры и инсталляции. Ее работы — это ответ на изменение политического и экономического ландшафта индии. Ее работы часто изображают состояние женщин, находящихся под давлением тяжелой работы, психическими барьерами и сексуальными нарушениями.
В работах Шилы Говды встречаются такие материалы как человеческие волосы, коровий навоз, ладан и порошок кумкум. Она поэтизирует предметы из повседневной жизни маргинальной Индии. В ее работах они создают особую атмосферу из-за столкновения текстуры, цвета, запаха и их символического содержания.
В основном ее работы относят к течению постминимализма.

## Награды и премии
1985 Karnataka Lalith Kala Academy Award

1994—1996 Senior Fellowship, Government of India 

1998 G.S. Shenoy Award 

1998 Sotheby’s Prize for Contemporary Indian Art 

2013 Rajyotsava Award 

2012 Cardiff 

2014 Finalist for the 2014 Hugo Boss Prize 

2015 Shortlisted for Artes Mundi 5 

2019 премия Марии Лассниг

## Персональные выставки
- Venkatappa Art Gallery, Bangalore (1987 and 1993);
- Gallery 7, Mumbai (1989);
- Gallery Chemould, Mumbai (1993);
- GALLERYSKE, Bangalore (2004, 2008, 2011 and 2015);
- Bose Pacia Gallery, New York (2006);
- Documenta 12 (2007);
- Museum Gouda, Netherlands (2008);
- Crime Fiction, Gallery SKE, Bangalore, India (2008)
- Venice Biennale (2009);
- Provisions, Sharjah Biennial (2009);
- Office for Contemporary Art, Oslo (2010);
- Iniva, London (2011);
- Garden of Learning, Busan Biennial (2012).
- Open Eye Policy, Van Abbemuseum, Eindhoven, Netherlands (2013);
- Centre International D’Art and Du Paysage (2014);
- Irish Museum of Modern Art, Dublin (2014);

## Групповые выставки
- How Latitudes Become Form, Walker Art Center, Minneapolis (2003);
- Indian Highway, Serpentine Gallery, London (2008);
- Devi Art Foundation, New Delhi (2009);
- Paris-Delhi-Bombay, Centre Pompidou, Paris (2011);
- MAXXI — National Museum of the 21st Century Arts, Rome (2011);
- Ullens Center for Contemporary Art, Beijing (2012);
- Arken Museum, Copenhagen (2012);
- Kiran Nadar Museum of Art, New Delhi (2013);
- Museum Abteiberg, Monchengladbach (2014);
- Para Site, Hong Kong (2015).

## Работы находятся в собраниях
- Центр искусств Уокера, Миннеаполис, США
- Музей Соломона Гуггенхе́йма, Нью-Йорк, США
- Современная галерея Тейт, Лондон, Великобритания
- Частные коллекции